# Maria Białobrzeska (botanik)
Maria Białobrzeska (ur. 27 kwietnia 1921 w Częstochowie, zm. 3 września 2004 w Krakowie) – polska uczona, biolożka specjalizująca się w botanice i paleobotanice. Ukończyła i doktoryzowała się na Uniwersytecie Jagiellońskim. Pracowała w Instytucie Botaniki PAN w Krakowie. Członkini Polskiego Towarzystwa Botanicznego.

## Życiorys
Urodziła się w Częstochowie w 1921 roku. Jej ojcem był Zygmunt Białobrzeski, matką Zofia z domu Zborowska. Ojciec pracował w wydziale drogowym Polskich Kolei Państwowych. W latach 1928–1934 uczęszczała do szkoły powszechnej, a następnie od 1934 r. do III Państwowego Gimnazjum i Liceum Ogólnokształcącego im. J. Słowackiego w Częstochowie. Po ukończeniu 4 klas gimnazjum i pierwszej klasy liceum jej edukację przerwał wybuch II wojny światowej. Podczas okupacji uczęszczała na tajne komplety, na których ukończyła drugą klasę liceum i w 1941 roku zdała tajną maturę. W tym samym roku podjęła pracę w aptece w Krzepicach, gdzie pracowała do 1944 r., po czym wróciła do Częstochowy. 30 marca 1945 r. Państwowa Komisja Weryfikacyjna Kuratorium Okręgu Szkolnego Kieleckiego wydała jej świadectwo maturalne.
W październiku 1945 r. podjęła studia na Uniwersytecie Jagiellońskim, które ukończyła, uzyskując 30 października 1952 r. tytuł magistra filozofii w zakresie botaniki. Praca dyplomowa, której formalnym promotorem był prof. Władysław Szafer, napisana została pod kierunkiem profesor Janiny Jentys-Szaferowej, a dotyczyła porównania właściwości morfologicznych i biologicznych brzozy ojcowskiej, brodawkowatej i ich mieszańca. W tym czasie, od 1 września 1950 do 31 sierpnia 1953 r., pracowała jako paleobotanik w Pracowni Paleobotaniki Czwartorzędu w Krakowie, jednostce Państwowego Instytutu Geologicznego w Warszawie. W 1953 roku związała się z Instytutem Botaniki PAN w Krakowie, gdzie pracowała w Zakładzie Zmienności Roślin do przejścia na emeryturę w 1991 roku. Przyjęta na stanowisko asystenta, awansowała na starszego asystenta (1954), następnie adiunkta (1954) i adiunkta stabilizowanego (1965). Stopień naukowy doktora botaniki uzyskała na Wydziale Biologii i Nauk o Ziemi UJ w 1966 r. za rozprawę o zmienności liści i owoców grabu w analogicznych zespołach Puszczy Białowieskiej, Boreckiej i Niepołomickiej, oraz w lasach karpackich. Promotorem pracy była prof. Jentys-Szaferowa.
Od 15 września 1951 roku była członkiem Polskiego Towarzystwa Botanicznego oraz Związku Zawodowego Nauczycielstwa Polskiego. W latach 1972–1992 pełniła funkcję skarbnika Oddziału Krakowskiego PTB.

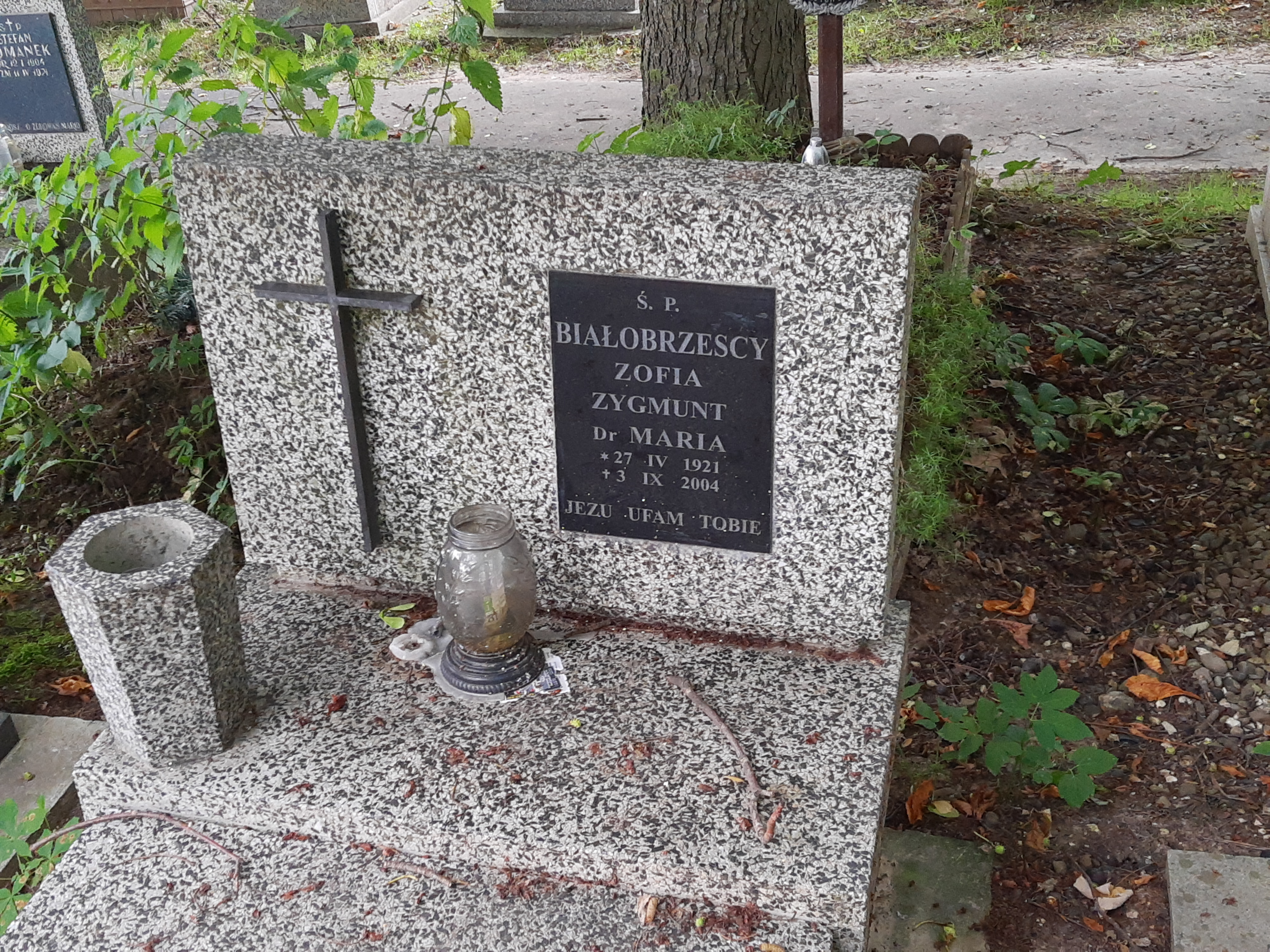
Grób prof. Marii Białobrzeskiej na Cmentarzu Batowickim w Krakowie

Została pochowana na Cmentarzu Batowickim w Krakowie (kwatera A4-14-5).

## Działalność naukowa
Zainteresowania naukowe Marii Białobrzeskiej obejmowały morfologię, w szczególności biometrię, systematykę roślin oraz paleobotanikę. Zajmowała się głównie badaniami biometrycznymi materiału pochodzenia współczesnego i kopalnego. Jej praca magisterska i rozprawa doktorska powstawały pod kierunkiem profesor Jentys-Szaferowej, twórczyni autorskiej metody badań biometrycznych. Praca dyplomowa opublikowana została pt. „Właściwości morfologiczne i biologiczne brzozy ojcowskiej, brzozy brodawkowatej i ich mieszańca” w „Roczniku Sekcji Dendrologicznej PTB” w 1955 r. Rozprawa doktorska pt. „Zmienność liści i owoców grabu w analogicznych zespołach Puszczy Białowieskiej, Boreckiej i Niepołomickiej, oraz w lasach karpackich” ukazała się w 1966 r. w dwóch częściach w „Acta Societatis Botanicorum Poloniae”.
Opublikowała łącznie 23 prace. Bazując na szczegółowej analizie budowy morfologicznej i anatomicznej owoców 8 gatunków rodzaju grab Carpinus oraz 3 gatunków chmielograbu Ostrya wyróżniła szereg cech, które posłużyły do opracowania kluczy do oznaczania owoców tych gatunków. Zbadała liście w obrębie jednej populacji Carpinus betulus i opisała trzy ich typy różniące się kształtem, dzięki czemu możliwe jest ich poprawne oznaczanie w materiale kopalnym znajdowanym przez paleobotaników.

## Nagrody i odznaczenia
- Medal 40-lecia Polski Ludowej (1984),
- Medal jubileuszowy 100-lecia urodzin Władysława Szafera i 30-lecia Instytutu Botaniki PAN w Krakowie (1986).

## Wybrane publikacje
- M. Białobrzeska, J. Jentys-Szaferowa. Owoce rodzajów Carpinus i Ostrya. Cz. I. Analiza cech i klucze do oznaczania. „Instytut Geologiczny – Prace”. 10 (Z badań flor trzeciorzędowych), s. 5–35 + tabl. I–III, 1953.
- M. Białobrzeska. Właściwości morfologiczne i biologiczne brzozy ojcowskiej, brzozy brodawkowatej i ich mieszańca. „Rocznik Sekcji Dendrologicznej PTB”. 10, s. 165-189, 1955.
- M. Białobrzeska. Wpływ różnych czynników na wielkość i kształt kopalnych owoców grabu. „Acta Palaeobotanica”. 5 (1), s. 3–21, 1964.
- M. Białobrzeska. Zmienność liści i owoców grabu w analogicznych zespołach Puszczy Białowieskiej, Boreckiej i Niepołomickiej, oraz w lasach karpackich. Część I. Białowieski Park Narodowy. „Acta Societatis Botanicorum Poloniae”. 35 (3), s. 401-424, 1966.
- M. Białobrzeska. Zmienność liści i owoców grabu w analogicznych zespołach Puszczy Białowieskiej, Boreckiej i Niepołomickiej, oraz w lasach karpackich. Część II. Puszcza Borecka, Niepołomicka i lasy karpackie. „Acta Societatis Botanicorum Poloniae”. 35 (4), s. 529-555, 1966.
- M. Białobrzeska: Leszczyna (Corylus avellana L.). W: J. Jentys-Szaferowa (red.): Zmienność liści i owoców drzew i krzewów w zespołach leśnych Białowieskiego Parku Narodowego. 1970, s. 66–85, seria: Monogr. Bot. 32.;
- M. Białobrzeska, J. Truchanowicz. Fruits of the genus Fagus from the Neogene of the Western Carpathians – biometrical study. Owoce rodzaju Fagus z miocenu Karpat Zachodnich – studium biometryczne. „Acta Palaeobotanica”. 23 (2), s. 103–120, 1983.